# ロッテ免税店
ロッテ免税店（ロッテめんぜいてん、朝: 롯데면세점（ロッテミョンセジョム））は、大韓民国の免税店。 1980年韓国ソウル特別市の小公洞にある免税店の本店のオープン以来、ワールドタワー店（旧ワールド店）、釜山店、済州店、金浦空港店、金海空港店など韓国国内に複数の店舗を、更に日本など韓国国外にも支店に置いている。運営は株式会社ホテルロッテ免税事業部。

## 店舗

### 韓国
- 明洞本店：1980年1月21日240坪のお土産店開店を皮切りに、現在のロッテ百貨店本店9階と10階に3百ブランドの名品を展示、販売している。また、ロッテホテルソウルロビー内に、分店扱いのロビー店を展開する。
- ワールドタワー店：2014年10月16日開店。運営事業権が更新されず、2016年6月30日一度閉店するものの、同年12月再度運営事業権を獲得。2017年1月5日再オープン。
- 釜山店：1995年12月27日開店、ロッテ百貨店釜山店の8階に位置している。釜山・慶尚南道圏に居住者や観光客が多く利用している。
- 済州店：2000年3月25日、西帰浦市中文観光団地内のロッテホテル6階に複層構造で開店した。以後2015年6月19日済州市内に位置するロッテシティホテル1〜3階に拡張移転した。 2015年7月2日に一環として済州現地法人を設立して「ロッテ免税店済州」が独自に運営する。
- 金浦空港店：2010年7月24日AK免税店をロッテが買収して運営している。
- 金海空港店：2016年9月1日開店。元々、2014年2月4日までロッテ免税店として運営していたが、新世界グループに運営権が移転し一度閉店したが、運営権が再度ロッテ免税店に移り、再開店した。

### 日本

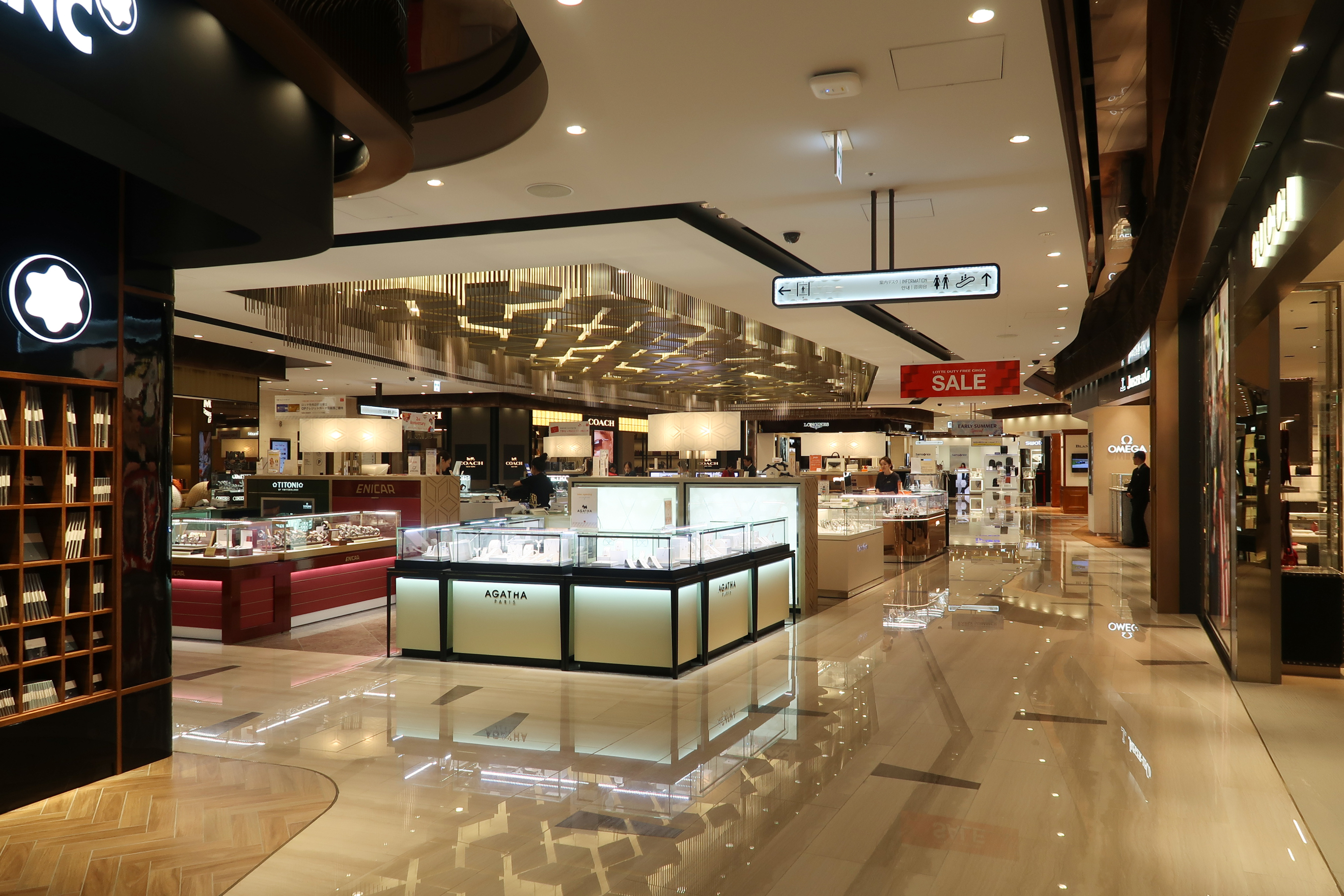
銀座店（東急プラザ銀座内）

- 関西空港店：2014年9月開店して出国口3階に位置している。
- 東京銀座店：2016年3月31日開店。東急プラザ銀座内に2フロアを占有し、150以上のブランドを取り揃えている。空港市中型免税店として都内最大の広さ（4,400㎡）を誇る。現地法人「株式会社ロッテ免税店JAPAN」が運営する。

### アメリカ
- グアム国際空港店：2012年7月23日開店して出国口3階に位置している。

### インドネシア
- ジャカルタ店：2014年6月に開店し、ジャカルタ市内中心部に位置している。

### タイ
- バンコク市内店：2017年6月16日開店。韓流をテーマにした大型ショッピングモールSHOW DC内に位置している。

### ベトナム
- バダナン空港店：2017年5月8日開店。
- カムラン空港：2018年6月30日開店。
- ハノイ空港：2019年7月26日開店。

### オーストラリア
- ブリスベン空港店：旧JR DUTY FREE店舗
- メルボルン市内店：旧JR DUTY FREE店舗
- ダーウィン空港店：旧JR DUTY FREE店舗
- キャンベラ空港店：旧JR DUTY FREE店舗

### ニュージーランド
- ウェリントン空港店：旧JR DUTY FREE店舗

### 閉店した店舗
- 済州空港店：ハンファグループに運営権が移転。
- ワールド店：ワールドタワー店に拡張移転。
- コエックス店：2010年7月24日AK免税店をロッテが買収して運営していたが、特許を更新せず2022年9月24日閉店。
- チャンギ国際空港店：2012年6月7日開店。赤字により2015年9月3日閉店。
- スカルノハッタ空港店：2012年1月開店。2017年7月31日閉店。
- 仁川空港店：2001年3月29日の開港時から営業しており、第2ターミナルにも入店していたが、2023年6月30日閉店。

## イメージキャラクター（CMタレント）
※2015年現在
- チャン・グンソク
- キム・ヒョンジュン（SS501リーダー）
- チェ・ジウ
- SUPER JUNIOR
- 2PM
- EXO
- イ・ミンホ
- パク・シネ
- Eru(イル)
- BTS